# Szarkiszki (gmina Sużany)
Szarkiszki, Szarkiszki Minkielskie (lit. Šarkiškės) – kolonia na Litwie, w okręgu wileńskim, w rejonie wileńskim, w gminie Sużany.

## Historia
W dwudziestoleciu międzywojennym zaścianek leżący w Polsce, w województwie wileńskim, w powiecie wileńsko-trockim, w gminie Niemenczyn. W 1931 miejscowość liczyła 12 mieszkańców, zamieszkałych w 2 budynkach.
Po II wojnie światowej w granicach Związku Sowieckiego. Od 1991 na niepodległej Litwie.